# Résolution 1315 du Conseil de sécurité des Nations unies
Membres permanents
- Chine
- États-Unis
- France
- Royaume-Uni
- Russie

Membres non permanents
- Argentine
- Bangladesh
- Canada
- Jamaïque
- Malaisie
- Mali
- Namibie
- Pays-Bas
- Tunisie
- Ukraine

Résolution no 1314 Résolution no 1316
La résolution 1315 du Conseil de sécurité des Nations Unies, adoptée à l'unanimité le 14 août 2000, exprime la préoccupation du Conseil de sécurité des Nations unies face aux crimes graves commis en Sierra Leone, et sa décision de créer le Tribunal spécial pour la Sierra Leone afin de juger les violations des droits de l'homme, du droit international et les crimes de guerre commis dans le pays.

## Résolution

### Préambule
Le Conseil de sécurité a salué les efforts déployés par le Gouvernement de la Sierra Leone et la Communauté économique des États de l’Afrique de l’Ouest (CÉDÉAO) pour ramener la paix dans le pays. La CÉDÉAO avait accepté d’ouvrir une enquête sur la reprise des hostilités et le gouvernement était en train de créer un processus national de vérité et de réconciliation. Les Nations Unies ont fait amender l’Accord de paix de Lomé avec une disposition excluant les criminels de guerre d’une amnistie prévue. Parallèlement, l’importance du respect du droit international et d’un système judiciaire crédible a été soulignée. Le gouvernement de la Sierra Leone souhaitait la création d’un tribunal spécial pour rendre la justice et établir la paix. Le Conseil a déclaré que la situation dans le pays continuait de constituer une menace pour la paix et la sécurité.

### Dispositif
La résolution demande au Secrétaire général des Nations unies Kofi Annan de négocier un accord avec le gouvernement de la Sierra Leone pour établir un tribunal spécial indépendant. La compétence du Tribunal devrait inclure les crimes contre l’humanité, les crimes de guerre et autres violations du droit international humanitaire et du droit de la Sierra Leone. L’importance de l'impartialité et l’indépendance du processus ont été soulignées.
Le Secrétaire général a été prié de soumettre un rapport sur la mise en œuvre de la résolution dans un délai de 30 jours. Dans son rapport, il était tenu d’aborder la question de la compétence temporelle, de la procédure d’appel, de la faisabilité et de la possibilité de partager une chambre d’appel avec les Tribunaux pénaux internationaux pour l’ex-Yougoslavie et le Rwanda. En outre, il lui a également été demandé de formuler des recommandations concernant: 
a) les accords complémentaires nécessaires ;
b) la participation nécessaire des États membres, des pays de la CÉDÉAO et de la Mission des Nations Unies en Sierra Leone pour un fonctionnement efficace, indépendant et impartial de la Cour ;
(c) les contributions financières nécessaires ;
d) l’expertise et les conseils des Tribunaux pénaux internationaux pour l’ex-Yougoslavie et le Rwanda.

## Voir également
- Guerre civile en Sierra Leone
- Juridiction internationale